# 東京納品代行
東京納品代行株式会社（とうきょうのうひんだいこう、英文名称TOKYO NOHIN DAIKO CO.,LTD.）は、百貨店への納品代行業務を中心に、検品やタグ付けなどの流通加工、商品管理などアパレル製品の輸送を主力とする、千葉県市川市に本社を置く日本の物流企業である。

## 概要
1970年に東京納品代行株式会社（旧法人）が設立され、浪速運送株式会社や株式会社ワールドサプライと並ぶ納品代行大手であったが、2007年4月に新設分割を行い、事業は東京納品代行株式会社（新法人）に移管し、東京納品代行（旧法人）はTNDウエアハウスへ商号変更し、不動産賃貸業へ業態転換した。新法人は運送大手のセンコーと資本・業務提携し、2009年2月に同社の子会社となったため、旧法人であるTNDウエアハウスとの関係はなくなった。
ファッション物流に特化した物流会社として独自のノウハウを有することから、インポート高級ブランド等を中心とした顧客を有しており、航空貨物で輸入された商品を保管するために成田空港に近い場所や、消費地である都心部に近い場所に倉庫を構えている点が特徴である。2019年4月には、イタリアの物流企業サヴィーノデルベーネと業務提携契約を締結し、ヨーロッパのファッションブランド関係業務の獲得を目指す方針を明らかにしている。
親会社となったセンコーが江坂運輸株式会社、阪神運送株式会社、アクロストランスポート株式会社といったファッション物流や百貨店物流に強みを持つ企業を相次いで買収していることから、それらの企業とともにセンコーグループのファッション物流事業の一翼を担う企業となっている。

## 沿革
- 2007年4月 - 東京納品代行株式会社（旧法人、後の株式会社TNDウエアハウス）の新設分割により、東京納品代行株式会社（新法人）が設立。
- 2008年9月 - 子会社の寧波東納服飾有限公司を設立
- 2009年2月 - センコーの子会社となる
- 2010年10月 - 子会社の東京納品代行西日本株式会社を設立
- 2011年5月 - 東京都港区芝に本社移転
- 2013年10月 - 千葉県市川市に東京納品代行として最大規模の物流センター、東京ベイ・ファッションアリーナを開設[5]
- 2015年4月 - 東京都江東区潮見に本社移転
- 2015年5月 - 千葉県富里市にインポートブランドを取り扱う成田ファッションロジスティクスセンターⅠを開設[6]
- 2016年5月 - 千葉県富里市に成田ファッションロジスティクスセンターⅡを開設[7]
- 2017年5月 - 千葉県市川市二俣新町に本社移転[8]
- 2020年4月 - センコーファッション物流株式会社を吸収合併。

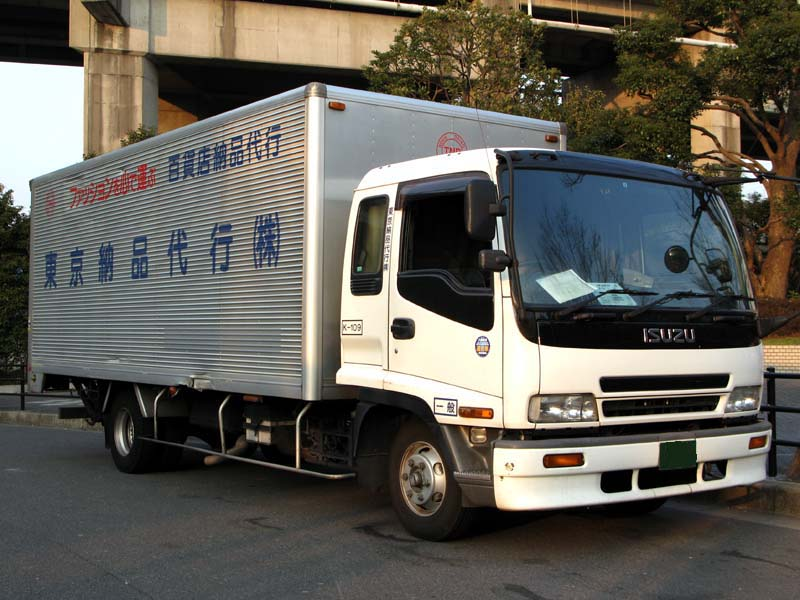
東京納品代行トラック